# Alejandro Casarin
Pour les articles homonymes, voir Casarin.
Alejandro Casarin, né avant 1848 à Mexico, et mort le 27 mai 1907 à New-York, est un peintre, sculpteur, musicien, écrivain et poète.

## Biographie
Alejandro Casarin est né avant 1848 à Mexico. Au Mexique lors de l'occupation française, il est déporté en France où il étudie la peinture chez J.-L. Meissonnier, C. Corot et J.-F. Millet ainsi que chez deux maîtres espagnols, Mariano Fortuny y Carbó, présent à Paris en 1866-1867 et Eduardo Zamacois y Zabala, qui habite dans la capitale. Il combat pour la France pendant la guerre de 1870-1871 puis étudie la sculpture. Il retourne au Mexique, puis s'installe aux États-Unis en 1887 et travaille principalement à New-York, où il meurt le 27 mai 1907.

## Œuvres
On connait de lui comme œuvres picturales : La pierre sacricielle (vers 1873) et La visite de Cortés au temple de Huizilopochtli, exposée en 1873.
En sculpture, il réalise une série de figures intitulées Les Jeunes Amérindiens et un buste de William McKinley.

## Publications
- (es) Ensalada de pollos : novela de estos tiempos que corren, 1871, (avec José Tomás de Cuéllar, José M Villasan et Jesús Alamilla)
- (es) Caricatura del siglo XIX, (avec Constantino Escalante, Santiago Hernández, Hesiquio Iriarte, Jesús T Alamilla)